# Безусловная любовь
Безусловная любовь; безусловное принятие — термин, обозначающий принятие и любовь к кому-нибудь, не зависящие от каких-либо временных условий, а опирающиеся на его устойчивый, целостный образ. Такой любви противопоставляется условная любовь, существующая только до тех пор, пока её объект соответствует неким условиям. Безусловная любовь является важным элементом в ряде философских, религиозных и психологических концепций.

## Философия
Философ-психоаналитик Эрих Фромм в своих работах уделяет достаточно большое внимание вопросу безусловной любви. В качестве примера безусловной любви он приводит любовь, которую испытывают обычно матери к своим детям (уточняя однако, что не считает, что каждая мать любит именно так). Фромм пишет о потребности человека в («томлении по») такой любви, неудовлетворённость которой может находить выражение «в религиозных, а чаще в невротических формах». По его словам, есть и негативная сторона в безусловной любви: её не только не нужно заслуживать — её ещё и нельзя добиться, вызвать и контролировать, поэтому если её нет, то ничего нельзя сделать, чтобы её создать. Фромм описывает фигуру матери — как фигуру, дающую ребёнку опыт безусловной любви, а фигуру отца — как фигуру, дающую опыт достижения условной любви.

## Психология
Профессор Юлия Борисовна Гиппенрейтер описывает важность безусловного принятия в воспитании ребёнка. По её определению, «безусловно принимать ребёнка — значит любить его не за то, что он красивый, умный, способный, отличник, помощник и так далее, а просто так, просто за то, что он есть». Согласно ей, недополучение проявлений безусловной любви ребёнком приводит к появлению эмоциональных проблем, отклонений в поведении, и даже психическим расстройствам.

## Религия
Некоторые духовные учения и отдельные духовные деятели рассматривают безусловную любовь как высшую форму любви. Согласно этим учениям, отличие безусловной любви от условной состоит в желании отдавать, не требуя ничего взамен, вне зависимости от обстоятельств.
В христианстве термин «безусловная любовь» можно сопоставить с понятием «прощение Христа». Он также может использоваться для указания любви Бога к человеку, независимо от любви этого человека к Богу.
В индуизме наиболее близко понятие према, как наивысшая форма любви.